# Кортес, Льюис (шахматист)
Луис Кортес или Льюис Кортес (исп. Luis G. Cortes, кат. Lluís G. Cortes, годы жизни неизвестны) — испанский шахматист. Чемпион Каталонии (1923).
В 1922 году принимал участие в гастрольных выступлениях будущего чемпиона мира Александра Алехина (играл против него в сеансе одновременной игры вслепую).
В 1928 году Кортес в составе сборной Испании участвовал в Олимпиаде, выступал на 2-й доске (после Валентина Марина) и сыграл все партии (набрал 3 очка из 16).